# Tattoo militare

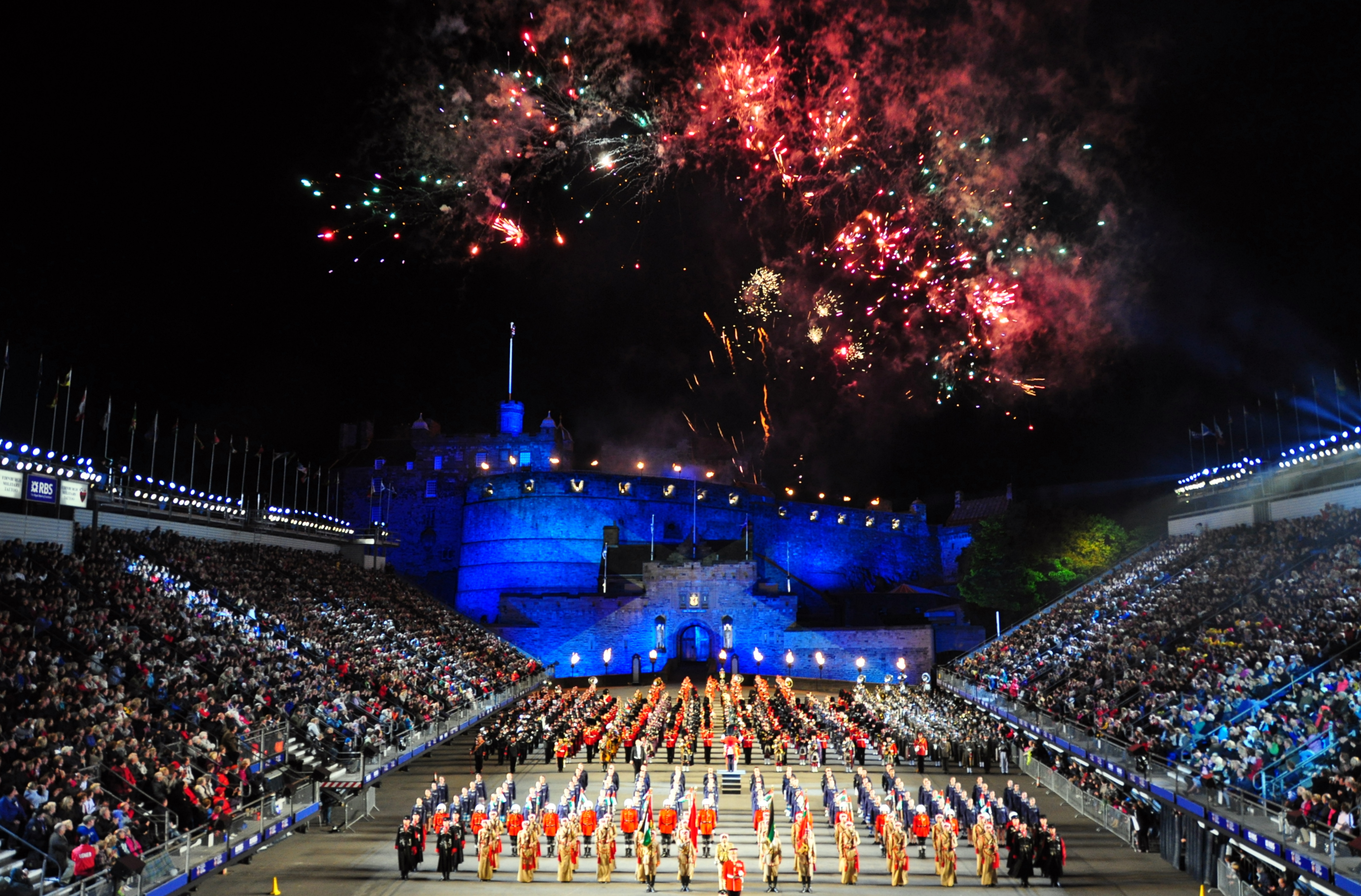
Edinburgh Military Tattoo del 2010

In ambito militare, il tattoo (in inglese military tattoo) è una pubblica esecuzione di bande musicali. Inizialmente limitata ai complessi musicali irreggimentati nell'esercito, la pratica si è a poco a poco evoluta dando origine a spettacoli elaborati che possono prevedere la partecipazione di gruppi paramilitari e teatrali; oggi nei Paesi di lingua inglese il termine viene usato anche per designare mostre ed eventi militari di natura non strettamente musicale, come nel caso del Royal International Air Tattoo
Il termine prende origine dalla frase olandese "doe den tap toe" (letteralmente: chiudere il rubinetto), che all'epoca della guerra dei trent'anni designava un segnale suonato dai tamburini o dai trombettieri per avvertire le locande situate presso i presidi militari affinché cessassero di servire bevande ai soldati e per imporre a questi ultimi di rientrare nelle caserme. Non v'è dunque alcun legame con il vocabolo che in inglese designa tatuaggio a inchiostro.